# Castelfidardo
Castelfidardo es una localidad y comune italiana de la provincia de Ancona, región de las Marcas, con 18 979 habitantes.

## Geografía
Castelfidardo se encuentra en una colina a 212 m sobre el nivel del mar, entre los valles de los ríos Aspio y Musone. Está a 22 kilómetros de Ancona, a 8 km de la Riviera del Conero y a pocos kilómetros de las ciudades de Porto Recanati, Loreto, Recanati, y Osimo.

## Historia
El actual territorio de Castelfidardo contó con la presencia del hombre desde el paleolítico, se han encontrado herramientas de sílex en la llanura del río Musone. Al final de la Edad de Cobre, o comienzos de la Edad de Bronce se sabe que fue habitada por una pequeña comunidad dedicada a la agricultura y la ganadería, además de la caza y la pesca, que vivía en una aldea de chozas. Para la Edad del Hierro, se encontraron entierros con algunas notas que se refieren al pueblo de Piceno. Particularmente interesante resulta una tumba, fechada entre el siglo I a. C. y principios del III a. C., descubierta en el área de Figuretta, que demuestra los contactos comerciales entre los habitantes de las colinas de Castelfidardo y de Piceno.

## Evolución demográfica
| Gráfica de evolución demográfica de Castelfidardo entre 1861 y 2001 |
|                                                                     |
| Fuente ISTAT - elaboración gráfica de Wikipedia                     |

### Minorías étnicas y extranjeros
Según los datos del ISTAT al 31 de diciembre de 2010, la población extranjera era de 1503 personas, de las cuales las minorías más representadas eran de:
- Albania: 2,43% (460)
- Rumania: 1,67% (316)

## Economía
Castelfidardo es mundialmente famosa por su producción de acordeones, por la cual también recibe un turismo discreto. Muchos otros tipos de instrumentos, tales como armónicas, son producidos en la ciudad, de modo que es un importante centro de producción en Italia.

## Ciudades hermanadas
- Castelvetro, Italia, desde 1984.
- Klingenthal, Alemania.